# Vlasotince
Vlasotince (en serbe cyrillique : Власотинце) est une ville et une municipalité de Serbie situées dans le district de Jablanica. Au recensement de 2011, la ville comptait 15 830 habitants et la municipalité dont elle est le centre 29 669.

## Géographie
La municipalité de Vlasotince est située au sud-est de la Serbie, le long du cours inférieur et moyen de la rivière Vlasina. La ville, dont le territoire est vallonné ou montagneux, est entourée par les monts Čemernik (1 638 m) et Ostrozub (1 546 m) au sud et par le mont Kruševica (800 m) au nord. L'ouest de la municipalité est occupé par la dépression de Leskovac-Vlasotince. La région est célèbre pour ses vignobles, situés dans la partie basse des montagnes.

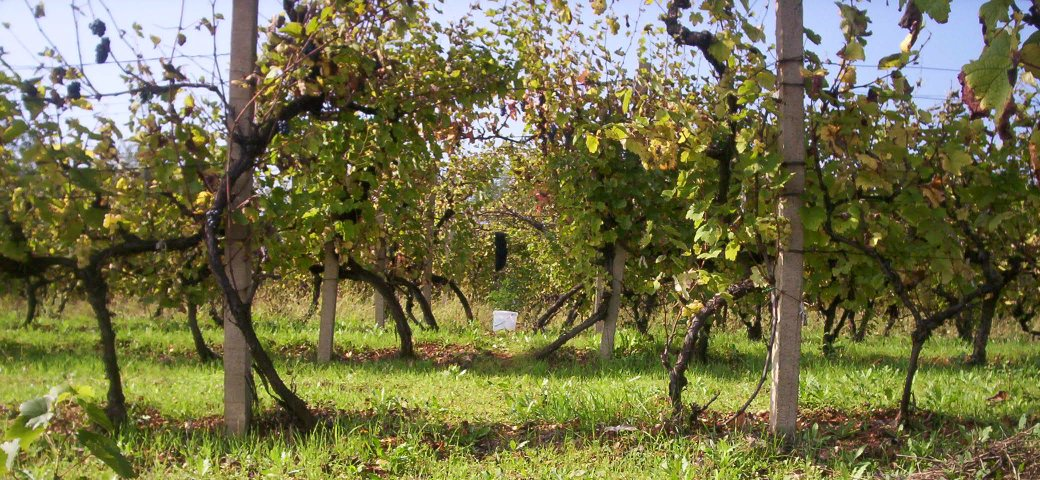
Un vignoble près de Vlasotince

## Histoire
Au XVe siècle, Vlasotince, dont le nom évoque ses anciens habitants valaques (vlasi en serbe), était un centre administratif turc. Après que les Ottomans eurent quitté la Serbie, les habitants de la région développèrent la viticulture. Ils en firent ainsi la première région viticole de l'ancienne Yougoslavie et le principal centre exportateur de vin des Balkans.

## Localités de la municipalité de Vlasotince

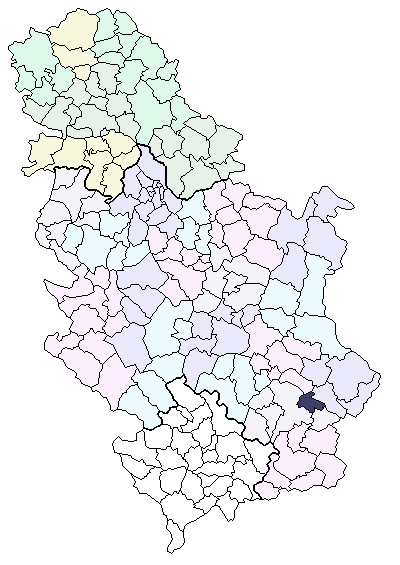
Localisation de la municipalité de Vlasotince en Serbie

La municipalité de Vlasotince compte 48 localités :
| - Aleksine - Batulovce - Boljare - Borin Do - Brezovica - Vlasotince - Gložane - Gornja Lomnica - Gornja Lopušnja - Gornji Dejan - Gornji Orah - Gornji Prisjan | - Gradište - Gunjetina - Dadince - Dobroviš - Donja Lomnica - Donja Lopušnja - Donje Gare - Donji Dejan - Donji Prisjan - Zlatićevo - Javorje - Jakovljevo | - Jastrebac - Kozilo - Komarica - Konopnica - Kruševica - Kukavica - Ladovica - Lipovica - Orašje - Ostrc - Pržojne - Prilepac | - Ravna Gora - Ravni Del - Samarnica - Svođe - Skrapež - Sredor - Stajkovce - Stranjevo - Tegošnica - Crna Bara - Crnatovo - Šišava |

Vlasotince est officiellement classée parmi les « localités urbaines » (en serbe : градско насеље et gradsko naselje) ; toutes les autres localités sont considérées comme des « villages » (село/selo).

## Démographie

### Ville

#### Évolution historique de la population dans la ville
| 1948  | 1953  | 1961  | 1971  | 1981   | 1991   | 2002   | 2011   |
| ----- | ----- | ----- | ----- | ------ | ------ | ------ | ------ |
| 4 917 | 5 225 | 5 932 | 8 787 | 12 166 | 14 552 | 16 212 | 15 830 |

### Municipalité
Répartition de la population par nationalités dans la municipalité (2002) :

## Politique
À la suite des élections locales serbes de 2008, les 45 sièges de l'assemblée municipale de Vlasotince se répartissaient de la façon suivante :
| Parti                                                                                        | Sièges |
| -------------------------------------------------------------------------------------------- | ------ |
| Parti démocratique                                                                           | 12     |
| Parti radical serbe                                                                          | 8      |
| Nouvelle Serbie                                                                              | 7      |
| Parti socialiste de Serbie - Parti des retraités unis de Serbie - Parti socialiste populaire | 6      |
| G17 Plus                                                                                     | 5      |
| Parti démocratique de Serbie                                                                 | 3      |
| Liste « Ensemble »                                                                           | 3      |

Srđan Šušulić, membre du Parti démocratique du président Boris Tadić, a été élu président (maire) de la municipalité.

## Culture

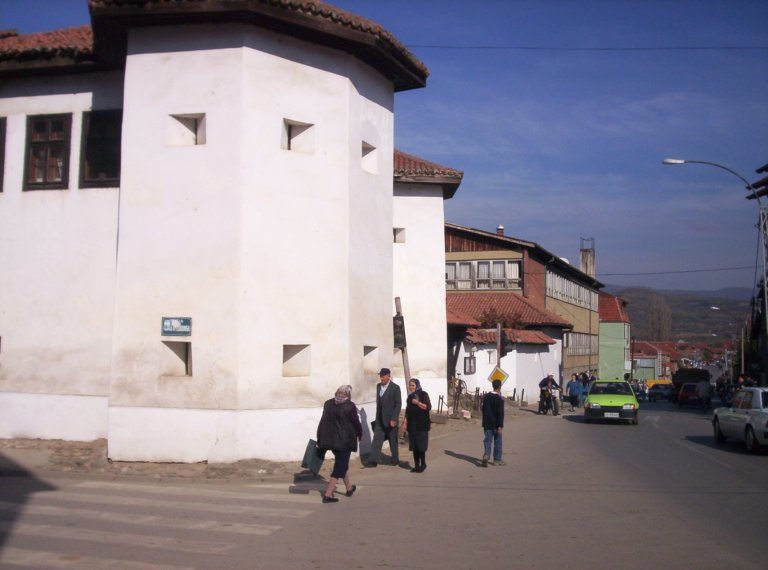
Le Musée régional de Vlasotince

Vlasotince possède un important Centre culturel (en serbe : Културни центар et Kulturni centar) ; il a été créé en 1972 et il organise des concerts et des expositions. À proximité, se trouve le Musée régional (en serbe : Завичајни музеј et Zavičajni muzej), installé dans un bâtiment ottoman datant de la deuxième moitié du XVIIIe siècle ; il présente des collections historiques. La Bibliothèque nationale Desanka Maksimović (Narodna biblioteka Desanka Maksimović) possède un fonds de plus de 38 894 ouvrages.
Chaque année, fin août ou début septembre, la municipalité organise une grande fête de la vigne et du vin, appelée Vinski bal.

## Éducation
Vlasotince possède une école maternelle (en serbe : Predškolska ustanova), l'école maternelle Milka Dimanić, ainsi que 9 écoles élémentaires (Osnovna škola ; en abrégé : OŠ), dont deux dans la ville elle-même : l'OŠ Siniša Janić et l'OŠ 8. Oktobar. On y compte également deux établissements d'études secondaires : l'École technique 1. Oktobar (Tehnička škola 1. Oktobar) et le Lycée Stevan Jakovljević (Gimnazija Stevan Jakovljević). La ville possède également une annexe de l'école de musique de Leskovac, une école pour les enfants ayant des besoins spéciaux et une école de formation pour les adultes.

## Sport
Vlasotince possède un club de football, le FK Vlasina.

## Médias
Vlasotince possède une chaîne de radio-télévision : RTV Vlasotince, ainsi que plusieurs stations de radio : Radio Gaga, Radio Rosulja et Radio Džoker.

## Économie

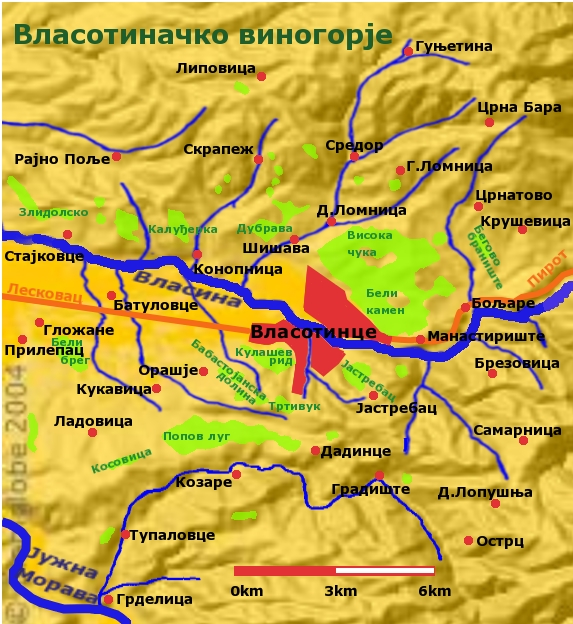
Le vignoble de la région de Vlasotince (en vert)

La municipalité de Vlasotince est réputée pour la qualité de ses vins.

## Tourisme
Vlasotince est située à proximité de sites touristiques importants comme le lac Vlasina, situé à  56 km de la ville, la rivière Vlasina, qui sépare la municipalité en deux parties, les monts Suva planina et Čemernik ; tous ces sites offrent des possibilités aux amateurs de randonnée pédestre et aux amis de la nature. La ville elle-même conserve son ancienne čaršija, un quartier typique de l'époque ottomane ; parmi les bâtiments intéressants figurent ceux du Musée régional et de la Gigina kuća (aujourd'hui Bibliothèque municipale), caractéristiques de l'architecture ottomane, mais aussi l'église du Saint-Esprit, construite dans la première moitié du XIXe siècle. L'ancienne usine Popovića et le palais de Milan Valčić (en serbe : palata Milana Valčića) ont été construits à la fin du XIXe siècle et la maison Sokolski au début du XXe siècle.

## Personnalités
- Mlađan Dinkić, ministre de l'Économie et du Développement régional dans le second gouvernement Koštunica (2007-2008) et dans le premier gouvernement Cvetković (2008-2011).
- Prvoslav Davinić ; bivši ministar odbrane SCG, takođe.
- Predrag Filipović, champion.
- Radomir Katić, professeur d'histoire, écrivain, un des fondateurs du Lycée de Vlatosince.
- Milorad Dimanić.
- Siniša Janić, professeur et homme politique.
- Aleksandar Kocić.
- Mihajlo Mihajlović.
- Bogoljub Mitić, acteur et humoriste.
- Petar Spirić.
- Gavrilo D. Stojanović, auteur.
- Hristifor Crnilović, peintre et ethnographe.
- Predrag Smiljković, acteur et humoriste.

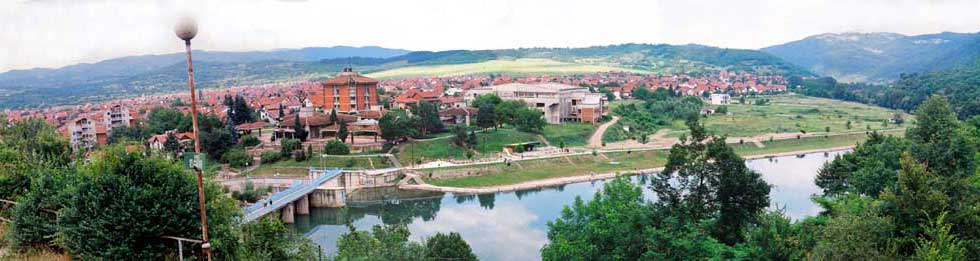
Vue générale de Vlasotince, au bord de la rivière Vlasina